# Algemene verkiezingen in Botswana (1999)

De resultaten per kiesdistrict.

De Algemene verkiezingen in Botswana van 1999 vonden op 16 oktober plaats. Regeringspartij BDP wist haar aanhang te versterken (van 27 naar 33 zetels), maar met 57% van de stemmen is haar populariteit minder groot dan haar zetelaantal suggereert. De partij profiteerde echter van het districtenstelsel en het conflict binnen de oppositiepartij Botswana National Front (BNF), die in 1998 te maken kreeg met een partijsplitsing waaruit een nieuwe partij was voortgekomen, de Botswana Congress Party (BCP). Vanwege de ruzie viel het BNF terug van 13 naar 6 zetels, nieuwkomer BCP verwierf 1 zetel. De opkomst was 77,1% en daarmee iets hoger dan vijf jaar geleden.

## Problemen met het registreren van kiezers
Nadat de president, Festus Mogae, op 24 september 1999 in aanloop naar de verkiezingen de Nationale Vergadering had ontbonden, bleek dat 67.000 geregistreerde kiezers niet in het kiesregister waren opgenomen. Door tijdelijk de noodtoestand uit te roepen kon Mogae het parlement weer bijeen laten komen, zodat de Nationale Vergadering het inmiddels bijgewerkte register een officiële status kon geven.

## Nationale Vergadering
Het aantal kiesgerechtigden bedroeg 459.662, waarvan 354.466 (77,1%) hun stem uitbrachten. Naast de 44 verkozenen, werden nog 4 indirect gekozenen aan het parlement toegevoegd. Het aantal vrouwen bedroeg acht personen (waarvan twee indirecte gekozenen).
| Partij                          | Partij                          | Zetels  | %      |
| ------------------------------- | ------------------------------- | ------- | ------ |
|                                 | Botswana Democratic Party       | 33      | 57,15  |
|                                 | Botswana National Front         | 6       | 25,95  |
|                                 | Botswana Congress Party         | 1       | 11,90  |
|                                 | Botswana Alliance Movement      | 0       | 4,69   |
|                                 | MELS Movement Botswana          | 0       | 0,01   |
| Partijloos                      | Partijloos                      | 0       | 0,30   |
| Totaal                          | Totaal                          | 40      | 100,00 |
| Geregistreerde kiezers/ opkomst | Geregistreerde kiezers/ opkomst | 459.662 | 77,10  |
| Bron: AED                       |                                 |         |        |

## Regionale- en gemeenteraadsverkiezingen
Bij de verkiezingen voor regionale volksvertegenwoordigingen en gemeenteraden die op dezelfde dag werden gehouden als de parlementsverkiezingen, bleef oppositiepartij Botswana National Front (BNF) alleen de grootste in de hoofdstad Gaborone, in andere steden en op het platteland werd de BDP de grootste.

### Uitslag
| Partij    | Partij                     | Zetels |
| --------- | -------------------------- | ------ |
|           | Botswana Democratic Party  | 303    |
|           | Botswana National Front    | 80     |
|           | Botswana Congress Party    | 13     |
|           | Botswana Alliance Movement | 9      |
| Totaal    | Totaal                     | 405    |
| Bron: AED |                            |        |

## Presidentsverkiezingen

### Presidentskandidaten
Op 18 september stelden de volgende personen zich kandidaat voor het presidentschap: 
- Ephraim L. Sethswaelo (BAM)
- Dr. Kenneth S. Koma (BNF)
- Michael K. Dingake (BCP)
- Festus G. Mogae (BDP)[5]

### Uitslag
Festus Mogae, die in 1998 Quett Masire was opgevolgd als staatshoofd werd op 20 oktober door Nationale Vergadering tot president gekozen voor de duur van vijf jaar.

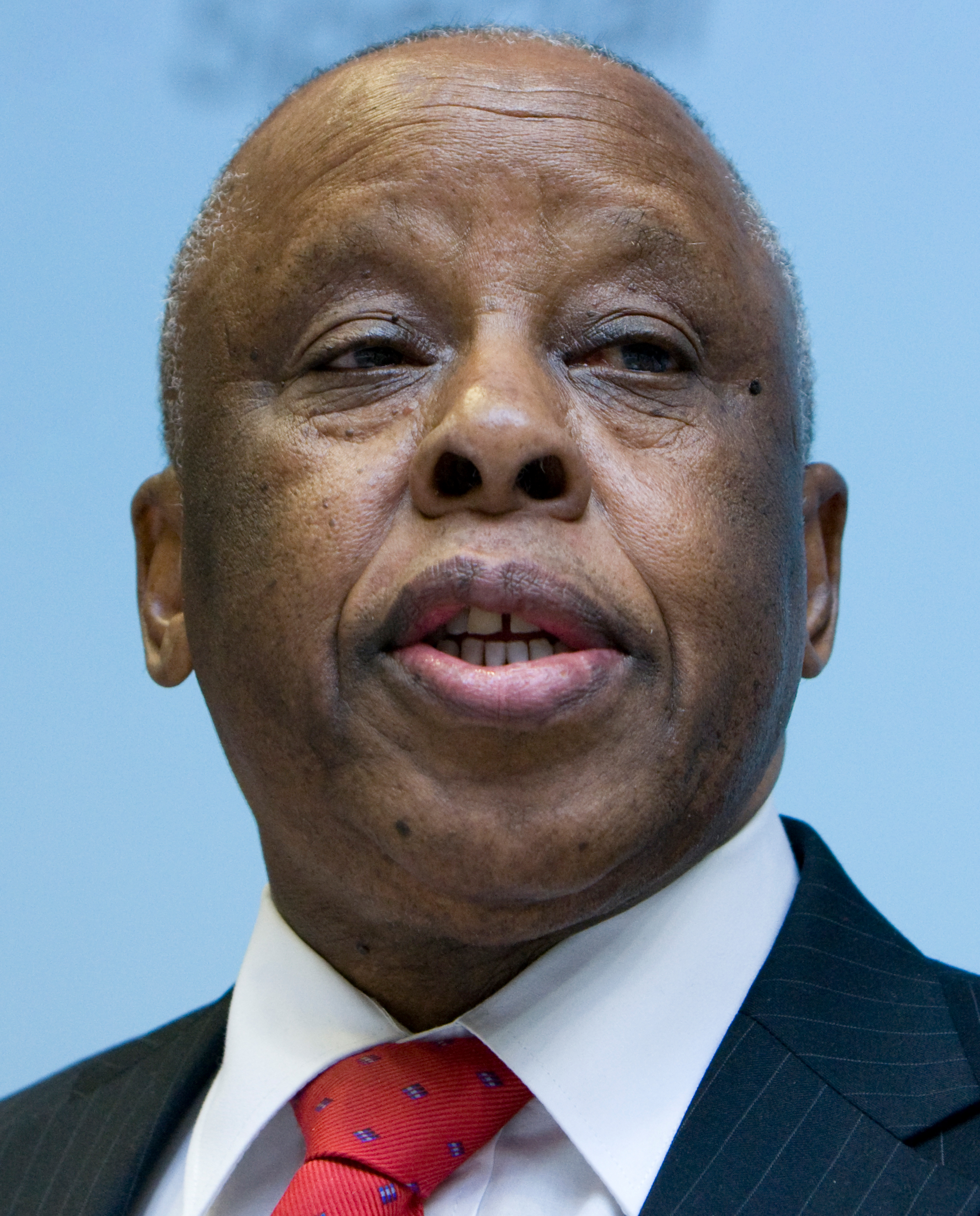
Festus Mogae werd door de Nationale Vergadering tot president gekozen.

Algemene en regionale verkiezingen: 1965 · 1969 · 1974 · 1979 · 1984 · 1989 · 1994 · 1999 · 2004 · 2009 · 2014 · 2019 ·  2024

Referenda: 1987 · 1997 · 2001
]